# Heliophisma
Heliophisma là một chi bướm đêm thuộc họ Erebidae.

## Các loài
- Heliophisma catocalina (Holland, 1894)
- Heliophisma croceipennis
- Heliophisma demaculata
- Heliophisma klugii (Boisduval, 1833)
- Heliophisma maculilinea
- Heliophisma rivularis
- Heliophisma varians
- Heliophisma xanthoptera (Hampson, 1910)
- Heliophisma zanzibarica